# Eremo di Valdisasso
L'Eremo di Valdisasso è un luogo in cui dimorò San Francesco d'Assisi nel 1210 e nel 1215 
ospite di quello che all'epoca era un monastero benedettino, lasciando tracce delle sue visite nelle leggende del luogo. Si trova nel comune di Fabriano, poco sopra l'abitato di Valleremita in una piccola valle dell'Appennino Umbro-Marchigiano. Fu particolarmente caro non solo a San Francesco: negli anni vi soggiornarono molti religiosi francescani, fra cui Frate Egidio d'Assisi che aveva inizialmente accompagnato Francesco nel viaggio verso la Marca Anconitana e che qui abitò per sei anni; San Bernardino da Siena (nel 1433); San Giovanni da Capestrano (nel 1450) e San Giacomo della Marca (nel 1456). Il 4 ottobre di ogni anno, in occasione della festività di San Francesco i sindaci e la popolazione della zona si recano a piedi fino all'Eremo per accendere la lampada votiva di San Francesco. Tuttora è abitato da una fraternità di frati minori francescani delle provincia picena. È  chiamato anche "la Porziuncola delle Marche",  regione culla dei Fioretti.

## Descrizione
L'intero complesso è stato recuperato nel 2014 ed è sede del noviziato dei Frati Minori della Provincia Picena di San Giacomo della Marca. Tuttora visibili le quattrocentesche linee architettoniche e le pregevoli volte a crociera della chiesa all'interno della quale è stata posta, nel 1981, una fedele riproduzione del noto Polittico di Valle Romita, oggi conservato alla Pinacoteca di Brera.